# Tweedbank
Tweedbank ist eine Ortschaft in der schottischen Council Area Scottish Borders und der traditionellen Grafschaft Roxburghshire. Sie liegt zwischen den Kleinstädten Galashiels und Melrose am rechten Ufer des namensgebenden Flusses Tweed.

## Geschichte
Die Ortschaft wurde in den 1970er Jahren als Plansiedlung etabliert. Seitdem entwickelte sich Tweedbank im Zusammenspiel mit den umliegenden Gemeinden zu einem regional bedeutenden Wirtschaftsstandort. Im Rahmen der Zensuserhebung 2001 wurden 1716 Einwohner gezählt.

## Verkehr
Die Ortschaft ist infrastrukturell gut angebunden. So ist sie an der A6091 gelegen, welche die A68 im Osten über Reston und Melrose mit der A7 bei Galashiels verbindet. Auf ihrem Weg zwischen Galashiels und Melrose führte die Waverley Line (Edinburgh–Carlisle) über das Gebiet des heutigen Tweedbank. Nach Einstellung und Rückbau der Bahnstrecke in den 1960er Jahren wurde im Jahr 2012 mit der teilweisen Rekonstruktion der Strecke als Borders Railway begonnen. Der neu errichtete Bahnhof Tweedbank ist seit September 2015 die neue Endstation der in Edinburgh beginnenden Strecke. Die Nutzung der benötigten Flächen für Bahnhofsgebäude und Gleisanlagen wurde im betreffenden Bebauungsplan diesem Zwecke vorbehalten. Die Strecke quert wie zuvor die Waverley Line auf dem Redbridge Viaduct den Tweed.

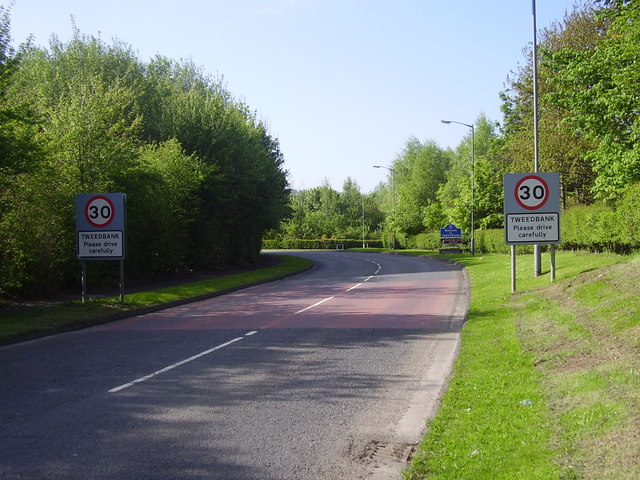
Einfahrt nach Tweedbank von der A6091 kommend
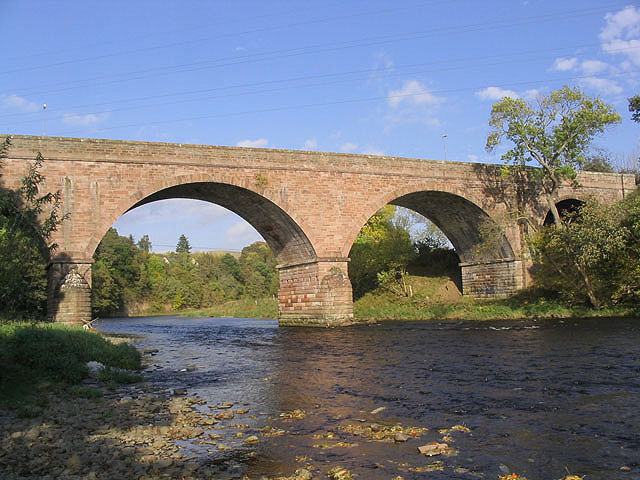
Redbridge Viaduct zwischen Tweedbank und Galashiels
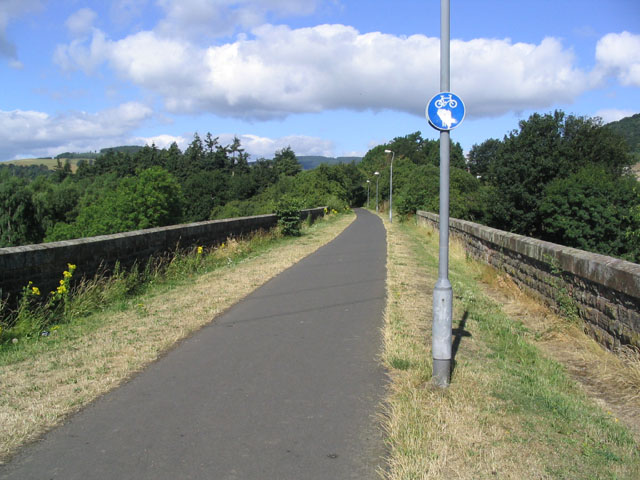
Radwanderweg auf der ehemaligen Waverley Line

## Bildung
Mit der Tweedbank Primary School wurde im Oktober 1976 eine Grundschule in Tweedbank eröffnet. Die feierliche Eröffnungszeremonie wurde von dem liberaldemokratischen Politiker David Steel begangen, der damals Unterhausabgeordneter des umliegenden Wahlkreises Roxburgh, Selkirk and Peebles war. Im Jahre 2011 wurde die Einrichtung erweitert und modernisiert. Sie bietet nun Raum für 240 Grundschüler.
Die in Edinburgh ansässige Heriot-Watt University übernahm eine ehemalige Textilschule im benachbarten Galashiels. Seit der Modernisierung der Gebäude ist dort der Campus Scottish Borders der Universität eingerichtet, der über einen Shuttlebus mit dem Hauptcampus in Edinburgh verbunden ist.

## Klima
|                       | Jan | Feb | Mär | Apr  | Mai  | Jun  | Jul  | Aug  | Sep  | Okt  | Nov | Dez |   |     |
| Mittl. Tagesmax. (°C) | 5,9 | 6,4 | 8,6 | 11,1 | 14,4 | 16,9 | 19,2 | 18,8 | 16,0 | 12,2 | 8,6 | 6,0 | ⌀ | 12  |
| Mittl. Tagesmin. (°C) | 0,5 | 0,5 | 1,9 | 3,4  | 5,7  | 8,7  | 10,8 | 10,5 | 8,5  | 5,7  | 0,9 | 0,4 | ⌀ | 4,8 |
|                       |     |     |     |      |      |      |      |      |      |      |     |     |   |     |
| Niederschlag (mm)     | 74  | 52  | 55  | 46   | 51   | 58   | 61   | 64   | 62   | 79   | 74  | 75  | Σ | 751 |
|                       |     |     |     |      |      |      |      |      |      |      |     |     |   |     |
| Sonnenstunden (h/d)   | 1,6 | 2,5 | 3,5 | 4,3  | 5,9  | 4,9  | 5,7  | 5,3  | 4,2  | 3,1  | 2,1 | 1,4 | ⌀ | 3,7 |
|                       |     |     |     |      |      |      |      |      |      |      |     |     |   |     |
| Regentage (d)         | 14  | 11  | 11  | 10   | 10   | 9    | 10   | 11   | 11   | 13   | 13  | 13  | Σ | 136 |

| 0,5 |

| 0,5 |

| 1,9 |

| 3,4 |

| 5,7 |

| 8,7 |

| 10,8 |

| 10,5 |

| 8,5 |

| 5,7 |

| 0,9 |

| 0,4 |

| 0,5 |

| 0,5 |

| 1,9 |

| 3,4 |

| 5,7 |

| 8,7 |

| 10,8 |

| 10,5 |

| 8,5 |

| 5,7 |

| 0,9 |

| 0,4 |